# Административное деление Новгородской республики

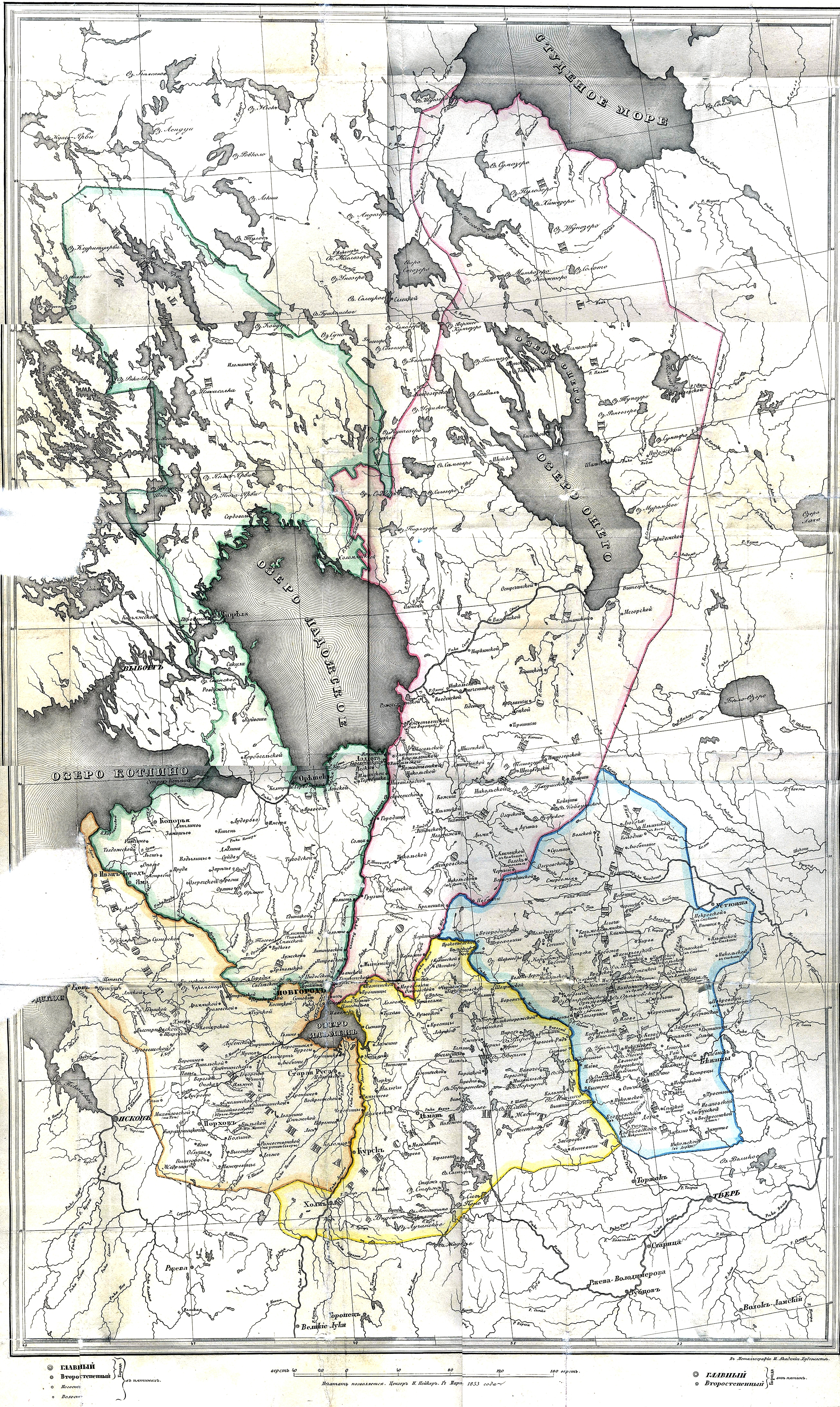
Карта новгородских пятин в XVI веке

Административное деление Новгородской республики — средневекового славянского государства на северо-западе современной России не известно.
Административно территориальными единицами Новгородской республики были тысячи и волости. Город Новгород с его окрестностями, а также несколько других городов не входили ни в один из них. Псков добился автономии от Новгорода в XIII веке; его независимость была подтверждена Болотовским соглашением 1348 года.
После падения Новгородской республики, Новгородская земля, в составе Московского царства, состояла из 5 пятин (букв. — «пятая часть земли»), которые были дополнительно разделены на уезды и погосты. Это разделение было заменено только в 1708 году, когда московский царь Петр I ввёл губернию.

## Новгородская республика

### Волости
Большие земли на востоке, колонизированные Новгородским государством или только платившие ей дань, были разделены на волости. Некоторые из этих волостей были:
- Заволочье, на слиянии Северной Двины и Онеги. Её название означает «вне волок», что означает волоки между речными системами Волги и этими северными реками. Здесь обитали преимущественно разные прибалтийско-финские народы, хотя многие славяне также мигрировали туда в XIII веке, спасаясь от монгольских нашествий;
- Пермь, в бассейнах Вычегда и верхней Ками (см. Большая Пермь);
- Пещера, в бассейне одноимённой реки, к западу от Уральских гор;
- Югра, восточнее Уральских гор;
- Тре, на Кольском полуострове;[1]
- Круг, на Кольском полуострове.

### Псков
После распада Русского государства в XII веке город Псков с прилегающими территориями вдоль реки Великая, Чудско-Псковского озера и реки Нарва вошли в состав Новгородской республики. Псков сохранял свои особые автономные права, включая право на самостоятельное строительство пригородов (Изборск является древнейшим среди них). Из-за ведущей роли Пскова в борьбе против Ливонского ордена его влияние значительно распространилось. Долгое правление Псковского Довмонта (1266–99) и особенно его победа в Раковорской битве (1268) повлекли за собой период фактической независимости Пскова. Новгородские бояре формально признали независимость Пскова в Болотовском договоре (1348 год), отказавшись от права на назначение псковских посадников. Город Псков оставался зависимым от Новгорода лишь в вопросах до 1589 года, когда было создано отдельное Псковское епископство и Новгородские архиепископы сменили титул «Новгородские и псковские» на «Великоновгородские и Великолужские».

## Пятины
После завоевания Великим княжеством Московским Новгородская земля поделена на 5 пятин:
- Шелонская пятина, располагалась от реки Шелон, между реками Ловать и Луга к западу и юго-западу Новгорода;
- Водская пятина (или Вотьская пятина) располагалась между реками Луга и Волхов (река), к северу от Новгорода и на побережье Ладожского озера;
- Обонежская пятина, от Онежского озера, была самой большой пятиной из всех; располагалась к северо-востоку от Новгорода на берегах Белого моря, Ладожского и Онежского озёр;
- Бежицкая пятина, восточнее Новгорода;
- Деревская пятина, между реками Мста и Ловать, юго-восточнее Новгорода.